# Врмџа фест
Врмџа Фест - Интернационални фестивал туристичко—еколошког документарног филма
одржава се сваке године почетком јула у Врмџи код Сокобање. 
Организатор Фестивала је Месна заједница Врмџа уз покровитељство Општине Сокобања.
Фестивал је такмичарског карактера, док целокупан програм садржи такмичарски и ревијални део. Филмови који не буду изабрани за такмичарски део програма, а испуњавају услове конкурса, биће приказани у ревијалном делу програма. Филмови на фестивалу могу бити снимљени техником филмског или телевизијског записа.
Право на учешће имају документарни филмови на тему туризма, екологије и етно културе живота српског села. Филмови морају да буду продуцирани у претходне две године.